# Ноль, Клеменс
Клеменс Ноль (англ. Clemens Nohl; 10 июля 1826, Нойвид — 1907) — немецкий учёный-педагог, автор научных работ по педагогике.

## Биография
Родился 10 июля 1826 года в семье директора начальной школы. Учился сначала в родном городе, затем учился в гимназии Фридриха-Вильгельма в Кёльне, затем изучал богословие в университетах Бонна и Галле, позднее пять месяцев пробыл во Франции, был домашним учителем в Леннепе и Майнце, с 1855 года преподавал в школе в родном Нойвиде, с 1871 года возглавил там же частную женскую гимназию, впоследствии превратившуюся в педагогическое училище.
Его труды: «Mängel und Misstände im höheren Schulwesen» (1873); «Pädagogische Seminarien an Universitäten» (1876); «Pädagogik für höhere Lehranstalten» (1886—1890); «Neue Beiträge zur Schulreform» (1898); «Lehrbuch der Reform. Pädagogik» (2 издания, 1901); «Womit hat der höhere Schulunterricht die Jugend bekannt zu machen» (1904).